# Levantamento de peso nos Jogos Pan-Americanos de 2007 - Até 69 kg feminino
A categoria até 69 kg feminino do levantamento de peso nos Jogos Pan-Americanos de 2007 foi disputada no Pavilhão 2 do Complexo Esportivo Riocentro em 17 de julho com nove halterofilistas de oito Comitês Olímpicos Nacionais (CON).
A colombiana Ángela Medina conquistou a medalha de ouro ao levantar um total de 235 kg, quebrando o recorde pan-americano da categoria no arranque. Cinthya Domínguez, do México, ficou com a prata com um total de 210 kg, e Vanessa Núñez, da Venezuela, obteve a medalha de bronze ao finalizar com 199 kg totais.

## Medalhistas
| Ouro   | COL Ángela Medina     |
| Prata  | MEX Cinthya Domínguez |
| Bronze | VEN Vanessa Núñez     |

## Resultados
| Pos.              | Atleta                          | Grupo | Peso  | Arranque (kg) | Arranque (kg) | Arranque (kg) | Arranque (kg) | Arremesso (kg) | Arremesso (kg) | Arremesso (kg) | Arremesso (kg) | Total (kg) |
| Pos.              | Atleta                          | Grupo | Peso  | 1             | 2             | 3             | Result.       | 1              | 2              | 3              | Result.        | Total (kg) |
| ----------------- | ------------------------------- | ----- | ----- | ------------- | ------------- | ------------- | ------------- | -------------- | -------------- | -------------- | -------------- | ---------- |
| Medalha de ouro   | COL Ángela Medina               | A     | 68,30 | 103           | 103           | 108           | 108           | 122            | 127            | 130            | 127            | 235        |
| Medalha de prata  | MEX Cinthya Domínguez           | A     | 69,00 | 95            | 95            | 95            | 95            | 110            | 110            | 115            | 115            | 210        |
| Medalha de bronze | VEN Vanessa Núñez               | A     | 63,65 | 90            | 90            | 92            | 90            | 108            | 108            | 109            | 109            | 199        |
| 4                 | BRA Jaqueline Ferreira          | A     | 63,90 | 85            | 90            | 90            | 90            | 100            | 105            | 109            | 109            | 199        |
| 5                 | BRA Fabiana Santos              | A     | 67,50 | 83            | 88            | 88            | 88            | 107            | 107            | 107            | 107            | 195        |
| 6                 | TRI Laura Ramsay                | A     | 68,70 | 76            | 81            | 84            | 84            | 92             | 95             | 96             | 96             | 180        |
| 7                 | CHI Camila Beltrán              | A     | 67,10 | 80            | 80            | 80            | 80            | 97             | 101            | 101            | 97             | 177        |
| 8                 | CUB Daimara Rovira              | A     | 67,75 | 70            | 75            | 75            | 70            | 88             | 92             | 95             | 95             | 165        |
| –                 | CAN Marie-Eve Beauchemin-Nadeau | A     | 68,55 | 83            | 87            | 90            | 90            | 105            | 108            | 108            | –              | –          |

Legenda
| Recorde mundial                  | Recorde mundial (World record)               |                       | Recorde africano                      | Recorde africano (African) |                                           | Q | Classificado por posição (Qualified) |
| Recorde dos Jogos Pan-Americanos | Recorde pan-americano (Pan-American record)  | Recorde da América    | Recorde da América (Americas)         | q                          | Classificado por melhor tempo (Qualified) |   |                                      |
| Melhor marca do ano              | Melhor marca do ano (World leading)          | Recorde asiático      | Recorde asiático (Asian)              | DNS                        | Não largou (Did not start)                |   |                                      |
| Recorde nacional                 | Recorde nacional (National record)           | Recorde europeu       | Recorde europeu (European)            | DNF                        | Não terminou (Did not finish)             |   |                                      |
| Recorde pessoal                  | Recorde pessoal do atleta (Personal best)    | Recorde da Oceania    | Recorde da Oceania (Oceania)          | DSQ / DQ                   | Desclassificado (Disqualified)            |   |                                      |
| Recorde da temporada             | Recorde da temporada do atleta (Season best) | Recorde sul-americano | Recorde sul-americano (South America) | NM                         | Sem marca (No mark)                       |   |                                      |